# Niccolò Bonifazio

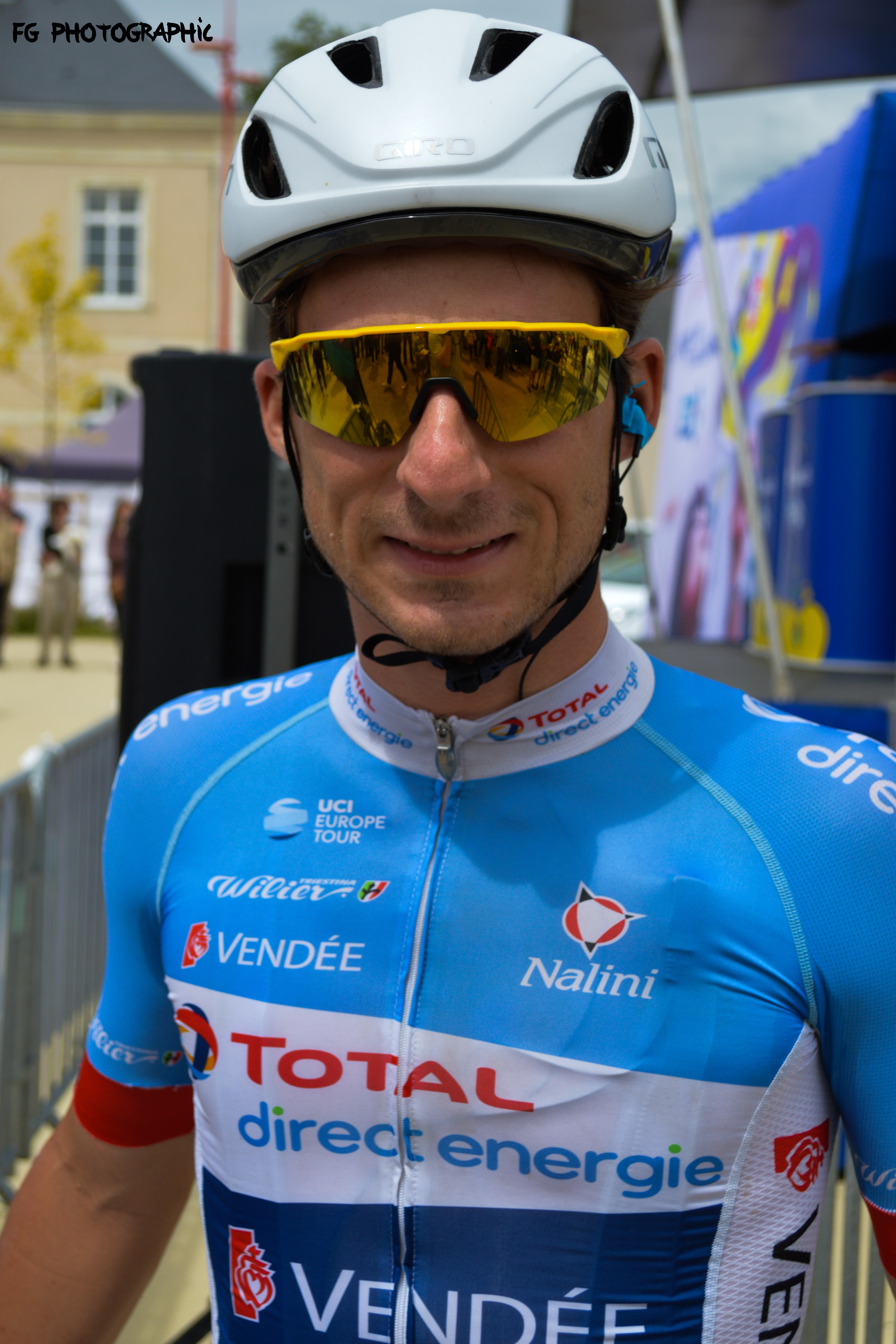
Niccolo BONIFAZIO - Juin 2019

Niccolò Bonifazio, né le 29 octobre 1993 à Coni, est un coureur cycliste italien. Son frère aîné Leonardo est également coureur cycliste.

## Biographie

### Débuts cyclistes et carrière chez les amateurs
Niccolò Bonifazio fait ses débuts en cyclisme à l'âge de sept ans, à l'A.S. Andora. En première année de la catégorie allievi, il rejoint la Ciclistica Rostese à Turin, puis, l'année suivante, le RCG Castrocelo. Ses succès lors de courses importantes lui permettent de passer en junior chez Casano à La Spezia. Vainqueur une seule fois durant sa première saison junior, il gagne neuf courses dont trois internationales l'année suivante, avec l'équipe PBR. Parmi ces succès figurent le GP dell'Arno et la troisième étape du Tour d'Istrie.
En 2012, il intègre l'équipe italienne Viris Maserati. En deux saisons, il gagne quatorze courses. Neuvième du championnat d'Europe sur route espoirs en 2012, il remporte notamment la deuxième étape de la Coupe des nations Ville Saguenay la saison suivante. Ses bonnes performances lui permettent de devenir stagiaire chez Lampre-Merida. Il signe un contrat professionnel avec cette équipe à l'issue de la saison 2013.

### Carrière professionnelle
En 2014, il remporte la sixième étape du Tour du Japon, la Coppa Agostoni et trois étapes du Tour de Hainan,.
Il est victorieux à plusieurs reprises au cours de l'année 2015. Il gagne d'abord le  Grand Prix de Lugano en début de saison puis la septième étape du Tour du Japon quelques semaines plus tard. Il engrange aussi quelques belles places honorifiques et termine notamment troisième du Grand Prix de la côte étrusque et de la Coppa Agostoni. Il est aussi cinquième de Milan-San Remo et neuvième de la Vattenfall Cyclassics.
À l'issue de cette saison 2015, il quitte Lampre-Merida et rejoint l'équipe Trek. Il explique son départ de Lampre par un manque de soutien de celle-ci, tandis que Brent Copeland, manager de cette équipe, décrit son manque de « respect des rôles et des règles », et le ressenti négatif des salariés de l'équipe à son sujet. Au sein de Trek, Niccolò Bonifazio retrouve le directeur sportif Luca Guercilena, qui l'avait entraîné lors de son passage dans l'équipe PBR en junior. Il fait ses débuts avec sa nouvelle équipe en Australie, où il est troisième de la Cadel Evans Great Ocean Road Race. Durant les premiers mois de l'année, il est notamment sixième de Kuurne-Bruxelles-Kuurne, cinquième du Grand Prix de l'Escaut, deuxième d'étapes de Paris-Nice et du Tour de Romandie. En juillet, il obtient sa première victoire sur une course World Tour en gagnant la troisième étape du Tour de Pologne. Le mois suivant, il est au départ du Tour d'Espagne, son premier grand tour. Épuisé, il abandonne pendant la septième étape.
Au mois de septembre 2016, il s'engage avec la formation Bahrain-Merida. Bien que régulier dans ses résultats, le sprinteur italien ne parvient pas à concrétiser les espoirs placés en lui durant les saisons 2017 et 2018. Ses principaux faits d'armes sont une victoire d'étape au Tour de Croatie ainsi que trois podiums sur le Tour d'Italie. Au mois d'août 2018, la presse sportive annonce que le coureur transalpin s'engage pour la saison 2019 avec la formation française Direct Énergie.
Il commence la saison 2019 de la meilleure des manières en remportant le classement général et trois étapes de la Tropicale Amissa Bongo, première épreuve de l'équipe de Jean-René Bernaudeau. Par la suite, il décroche trois nouveaux succès : la première étape du Tour de la communauté de Madrid, Circuit Mandel-Lys-Escaut et le Grand Prix Jef Scherens. En février 2020, il gagne la deuxième étape du Tour d'Arabie saoudite. Le 12 mars, il remporte la cinquième étape de Paris-Nice. Il s'agit de sa deuxième victoire sur l'UCI World Tour après celle obtenue sur le Tour de Pologne 2016. En octobre, il est deuxième du Grand Prix de l'Escaut derrière Caleb Ewan.
En 2021, il remporte le Grand Prix Jef Scherens et termine sur le podium de l'Egmont Cycling Race et de Paris-Bourges. Son année 2022 est décevante, même s'il décroche un nouveau succès d'étape sur la Route d'Occitanie.
En décembre 2022, Intermarché-Circus-Wanty annonce le recrutement de Bonifazio pour la saison 2023. Présent au Tour d'Italie 2023, il est quatrième de la dix-septième étape. Le lendemain, atteint d'une bronchite, il ne prend pas le départ de la dix-huitième étape.

## Palmarès sur route

### Palmarès amateur
| - 2010 - 3e du championnat d'Italie de poursuite par équipes juniors - 2011 - Gran Premio dell'Arno - 3e étape du Tour d'Istrie - 3e du championnat d'Italie de vitesse par équipes juniors - 2012 - Mémorial Gigi Pezzoni - Coppa 1° Maggio - 1re étape du Giro Pesche Nettarine di Romagna - Giro della Valcavasia - Circuito Castelnovese - Circuito Alzanese - Circuito Molinese - 2e du Gran Premio Sannazzaro - 9e du championnat d'Europe sur route espoirs | - 2013 - Gran Premio della Possenta - Trophée Giacomo Larghi - Grand Prix Camon - 2e étape de la Coupe des nations Ville Saguenay - Circuito Castelnovese - 2e du Circuito Casalnoceto - 2e du Grand Prix Colli Rovescalesi - 2e de la Coppa Comune di Livraga - 2e du Circuito Alzanese - 3e de Milan-Tortone - 3e du Circuito Molinese |  |

### Palmarès professionnel
| - 2014 - 6e étape du Tour du Japon - Coppa Agostoni - 2e, 6e et 8e étapes du Tour de Hainan - 2e du Tour de Hainan - 2015 - Grand Prix de Lugano - 7e étape du Tour du Japon - 3e du Grand Prix de la côte étrusque - 3e de la Coppa Agostoni - 5e de Milan-San Remo - 9e de la Vattenfall Cyclassics - 2016 - 3e étape du Tour de Pologne - 3e de la Cadel Evans Great Ocean Road Race - 2017 - 3e du Grand Prix du canton d'Argovie - 2018 - 1re étape du Tour de Croatie - 9e de la EuroEyes Cyclassics | - 2019 - Tropicale Amissa Bongo : - Classement général - 1re, 2e et 5e étapes - 1re étape du Tour de la communauté de Madrid - Circuit Mandel-Lys-Escaut - Grand Prix Jef Scherens - 2020 - 2e étape du Tour d'Arabie saoudite - 5e étape de Paris-Nice - 2e du Grand Prix de l'Escaut - 2021 - Grand Prix Jef Scherens - 2e de l'Egmont Cycling Race - 3e de Paris-Bourges - 2022 - 4e étape de la Route d'Occitanie - 2023 - 2e étape du Tour de Sicile |  |

## Résultats sur les grands tours

### Tour de France
2 participations
- 2019 : 137e
- 2020 : 141e

### Tour d'Italie
2 participations
- 2018 : 113e
- 2023 : non-partant (18e étape)

### Tour d'Espagne
1 participation
- 2016 : abandon (7e étape)

## Classements mondiaux
| Année                                 | 2012 | 2013  | 2014 | 2015 | 2016 | 2017 | 2018 | 2019 | 2020 | 2021 | 2022 | 2023 | 2024  |
| ------------------------------------- | ---- | ----- | ---- | ---- | ---- | ---- | ---- | ---- | ---- | ---- | ---- | ---- | ----- |
| UCI World Tour                        |      |       | nc   | 65e  | 131e | 211e | 156e |      |      |      |      |      |       |
| Classement mondial                    |      |       |      |      | 152e | 350e | 387e | 134e | 167e | 140e | 436e | 524e | 2744e |
| UCI Europe Tour                       | 923e | 1019e |      |      | 261e | 298e | 982e | 110e | 137e | 119e | 348e | nc   | nc    |
| UCI America Tour                      | nc   | 254e  |      |      | nc   | nc   | 326e |      |      |      |      |      |       |
| UCI Oceania Tour                      | nc   | nc    |      |      | 10e  | nc   | nc   |      |      |      |      |      |       |
|                                       |      |       |      |      |      |      |      |      |      |      |      |      |       |
| Légende : nc = non classéSource : UCI |      |       |      |      |      |      |      |      |      |      |      |      |       |

## Distinctions
- Mémorial Gastone Nencini (révélation italienne de l'année) : 2015